# 推奴 (テレビドラマ)
『推奴』（チュノ、추노）は、2010年に韓国KBS2にて2010年1月6日から3月25日まで放送されたテレビドラマ。全24話。
日本では、『推奴 -THE SLAVE HUNTERS-』として、アジアドラマチックTV★So-netにて2010年4月20日から2010年7月9日まで毎週火曜金曜14時00分 - で放送され、BSジャパンにて2011年2月14日から毎週月曜火曜18時50分 - 19時45分で放送された。また、テレビ東京にて2011年6月22日から9月8日まで毎週水曜木曜12時35分 - 13時30分で放送された。

## 概要
このドラマの題材になっている「推奴」（すいど/チュノ）は李氏朝鮮時代に実在した職業で、逃亡した奴婢（ぬひ/ノビ）を捕らえ連れ戻す役目を果たしていた。推奴の職業についた男と奴婢に転落して逃亡する男と、その2人の狭間にいた女をめぐって展開される物語である。

## 登場人物と出演者

### メイン・キャラクター
- イ・テギル（李大吉）：チャン・ヒョク

両班出身で朝鮮最高の推奴師。使用人のオンニョンとの身分違いの恋に落ちるが、家門没落とオンニョンの逃亡をきっかけに推奴師となり、オンニョンを捜し続ける。
- ソン・テハ：オ・ジホ

濡れ衣から奴婢身分に落ちた朝鮮最高の武将。亡き昭顕世子との約束を守るため逃亡奴婢となり、テギルに追われる立場になる。逃亡の途中、ヘウォン（オンニョン）に出会う。
- オンニョン／キム・ヘウォン：イ・ダヘ

イ家の使用人。テギルとの恋がテギルの父に知られ売られる直前、兄クンノムがテギルの父を惨殺し、屋敷に放火、兄と共に逃亡した。この事件でテギルが死んだと思っている。後年、兄が両班の身分を金で買い、キム・ヘウォンと改名する。

### サブ・キャラクター
テギルに関連するキャラクター
- チェ将軍：ハン・ジョンス

推奴師。ワンソンとともに、テギルの兄弟分として行動を共にする。武科の科挙に複数回受験する過去から、テギルに将軍とあだ名され、それが呼び名となった。女にモテる。
- ワンソン：キム・ジソク

推奴師。コソ泥であったがある日テギルにめった打ちにされ、その強さに心酔し、弟分となる。女好き。
- ソルファ：キム・ハウン

芸と身を売って旅に生きるサダンの一人であったが、逃げ出し、テギルたちに出会う。10年間オンニョンが忘れられないテギルに惹かれていく。
- チョン・ジホ：ソン・ドンイル

テギルが推奴師として掛けだしの時の親分。テギルが独立し、最高の推奴師の評価を奪われたことに反感を持っている。
- キム・ソンファン／クンノム：チョ・ジェワン

ヘウォン（オンニョン）の兄。テギルの父を殺し、両班を名乗る。
- チャッキ：アン・ギルガン

盗賊。テギルの元師匠。
- ミョンアン：イ・デヨン

テハに関連するキャラクター
- ファン・チョルン：イ・ジョンヒョク

賤民の母から生まれた両班の庶子。常に自分を2番手としてきた同門で訓練院の上司テハに恨みを持つ。テハと政治的に対立する義父イ・ギョンシクに絡め取られ、テハの命を狙う暗殺者へと変貌する。
- クァク・ハンソム：チョ・ジヌン

テハの元部下。テハ一味が謀反の疑いで捕らえられた際、拷問から逃れたい一心で謀反を認め、奴隷にこそならなかったものの、石堅の護衛と言う、流刑同然の任務を与えられた。済州島で出会った、石堅の世話をする女官に恋をする。
- イ・グァンジェ：チョ・ソンイル

テハの元部下。
- イム・ヨンホ：イ・デロ

テハの師匠。元左議政。
- チョ学者：チェ・ドンムン

儒学者。テハの同志。オッポクに撃たれ地獄落ちた。
奴婢たち
- オッポク：コン・ヒョンジン

元は猟師であったが父の借金の肩代わりに奴婢として売られた。耐えきれず逃亡するもテギルらに捕らえられる。世の中を変えるため両班を次々に銃殺する一方、テギルを殺す機会を待つ。右頬に奴の字（男の奴婢の意）の入れ墨を入れられる。
- チョボク：ミン・ジア

オッポクの仲間。左頬に婢の字（女の奴婢の意）の入れ墨がある。賢さと度胸の良さで何かとオッポクの力になる。
- ケノム：イ・ドゥソプ

オッポクの仲間。
- クッポン：チョ・ヒボン

オッポクの仲間。
- ウォン・ギユン：ユン・ギウォン

詐欺師。
- あの方：パク・キウン

両班狩り一派の指導者。オッポクに地獄におとされる。
- カンアジ：キム・ギョンリョン

### その他
王室・王族
- 仁祖（インジョ）：キム・ガプス

李氏朝鮮第16代王。清による丙子の乱に敗北し、長男の昭顕世子と次男の鳳林大君が人質として8年間清で過ごした。帰国後も清に友好的な昭顕世子を信じられず、世子の死後、世子妃を毒殺、孫たちを済州島へ流刑に処す。
- 昭顕世子（ソヒョン セジャ）：カン・ソンミン

亡くなった世子、仁祖の長男。
- 石堅（ソッキョン）：キム・ジヌ

昭顕世子の息子、4歳。実の祖父である仁祖によって済州島に流刑された。
- 鳳林大君（プンニムデグン）：イ・イン

昭顕世子の弟、仁祖の次男。昭顕世子亡き後、世子となる。後の孝宗。
貴族・庶民
- イ・ギョンシク：キム・ウンス

左議政。
- イ・ソニョン：ハ・シウン

ギョンシクの娘。チョルンの身を案じ、ギョンシクに逆らわない方が良いと伝えるが、脳性麻痺で話すことも字を書くことも不自由なため、チョルンには伝わらない。
- パク・ジョンス：ユン・ジノ

ギョンシクの部下。
- チャン：ソン・ジウン

ギョンシクが贔屓にする妓生。
- ジェニ：コ・ジュニ

妓生。
- ヨンゴルテ: ユン・ドンファン

清の将軍。
- オ捕校：イ・ハヌィ

捕盗庁の役人。テギルの依頼人。
- ユク捕校：チェ・ミョンギョン

捕盗庁の役人。
- 女将：チョ・ミリョン
- 若女将：ユン・ジュヒ
- パン画伯：アン・ソックァン
- 馬医：ユン・ムンシク
- マンドゥク：キム・ジョンソク

ジホの子分。
- パク進士：キム・ジェマン
- チェ司果：アン・スンフン

ヘウォンと婚礼を挙げた両班。
- ユンジ：ユン・ジミン

チェ司果が雇った刺客。
- ペッコ：デニー・アン

キム・ソンファンの部下。
- 女官：サ・ヒョンジン

済州島で幼い石堅の世話をする。ハンソムと仲を深める。後に名前がチャン・ピルスンと判明する。

## 事前番組
『推奴〜チュノ〜 スペシャル』
- 初回放送日：2010年4月1日 5:00 -  （アジアドラマチックTV★So-net）
- 内容：第18話の撮影に密着取材。出演者と製作陣へのインタビューや撮影秘話など

## その他
教学社から2018年に発行された韓国史能力検定試験の参考書に『推奴』のワンシーンだとして掲載されていた資料写真は、実際にはドラマのワンシーンと盧武鉉元韓国大統領の顔を合成したものであることが発覚した。教学社はこの参考書を全量回収して廃棄した。